# Julia Ching
Julia Ching, CM (chinesisch 秦家懿, Pinyin Qín Jiāyì; * 15. Oktober 1934 in Shanghai, Republik China; † 26. Oktober 2001 in Toronto, Kanada) war eine kanadische Sinologin chinesischer Herkunft und Professorin für Religion, Philosophie und Ostasienwissenschaften an der Universität Toronto.
Ching floh im Zweiten Weltkrieg aus China. Nachdem sie die Oberschule in Hongkong abgeschlossen hatte, studierte sie an der Hochschule in New Rochelle und diente anschließend zwanzig Jahre lang als ursulinische Nonne. An der Katholischen Universität von Amerika, Washington, D.C. schloss Ching einen Master-Studiengang ab und promovierte in Asienwissenschaften an der Australian National University in Canberra. Sie unterrichtete an der Columbia University und der Yale University, bevor sie 1978 der Universität Toronto beitrat.
Ching erhielt weltweite Anerkennung als Expertin für den Neokonfuzianismus und die Religion der Song- und Ming-Dynastie vom zehnten bis zum 17. Jahrhundert. Sie ist Autorin und Herausgeberin von 15 Büchern, die ihre Veröffentlichungen über die bedeutenden Neukonfuzianisten Wang Shouren und Zhu Xi.
Für ihre wissenschaftlichen Leistungen ist sie zum Fellow (Mitglied) der Royal Society of Canada ernannt und in den wissenschaftlichen Rat des Library of Congress benannt worden. 1994 wurde sie zur Universitätsprofessorin ernannt. Zusammen mit ihrem Kollegen und Ehemann Willard Oxtoby, Professor für Religion und Südasienwissenschaften, wurde Ching Co-Präsidentin und Cheforganisatorin eines internationalen Kongresses, der 1990 über tausend Studenten an die Universität Toronto brachte.
In ihren Memoiren The Butterfly Healing: A Life Between East and West schrieb sie erstmals über ihre persönlichen Ängste und Gefühle. Sie berichtete über ihre Eindrücke als asiatische Frau in der männlich dominierten westlichen Wissenschaft und über den Sinn des Lebens als Überlebende von drei Krebserkrankungen.
Chings Interessen gingen über die Geisteswissenschaften hinaus. Sie nahm an Bewegungen teil, die für eine weltweite Zusammenarbeit arbeiteten, wie zum Beispiel am InterAction Council. Weiterhin war sie als Kommentatorin für Nachrichten über China für die kanadischen Medien tätig. Als Reaktion auf die Proteste auf dem Tian’anmen-Platz und des damit verbundenen Tian’anmen-Massakers 1989 veröffentlichte sie Probing China's Soul, ein Buch über Protest und Dissens in China.